# Языки (фильм)
«Языки» (фр. Lingui, les liens sacrés) — художественный фильм 2021 года режиссёра Мухамата Салеха Харуна совместного производства Республики Чад, Бельгии, Франции и Германии. Главную роль в нём сыграла Ахуах Абакар Сулейман. Премьера картины состоялась на 74-м Каннском кинофестивале.

## Сюжет
Главная героиня фильма — Амина, которая живёт на окраине Нджамены со своей единственной 15-летней дочерью Марией. Её и без того хрупкий мир рушится в тот день, когда она обнаруживает, что её дочь беременна. Подросток не хочет этой беременности, но аборты в Чаде осуждаются не только религией, но и законом.

## В ролях
- Ахуах Абакар Сулейман — Амина
- Рихана Халиль Алио — Мария
- Юсуф Дияоро — Брахим

## Релиз и оценки
Премьера картины состоялась в июле 2021 года на 74-м Каннском кинофестивале, в рамках основной программы. Известно, что режиссёр Мухамат Салех Харун планировал организовать в своей стране показы фильма для женщин, чтобы предупредить их об опасности подпольных абортов (при этом кинотеатров в Республике Чад нет). 14 апреля 2022 года «Языки» вышли в германский прокат.